# Jiří František August Buquoy
Hrabě Jiří František August Buquoy (německy Georg Franz August von Buquoy, 7. září 1781 v Bruselu – 19. dubna 1851 v Praze) byl rakouský a český národní ekonom a spisovatel, vědec, národohospodář, podnikatel a vynálezce. Pocházel ze šlechtického rodu Buquoyů.

## Biografie

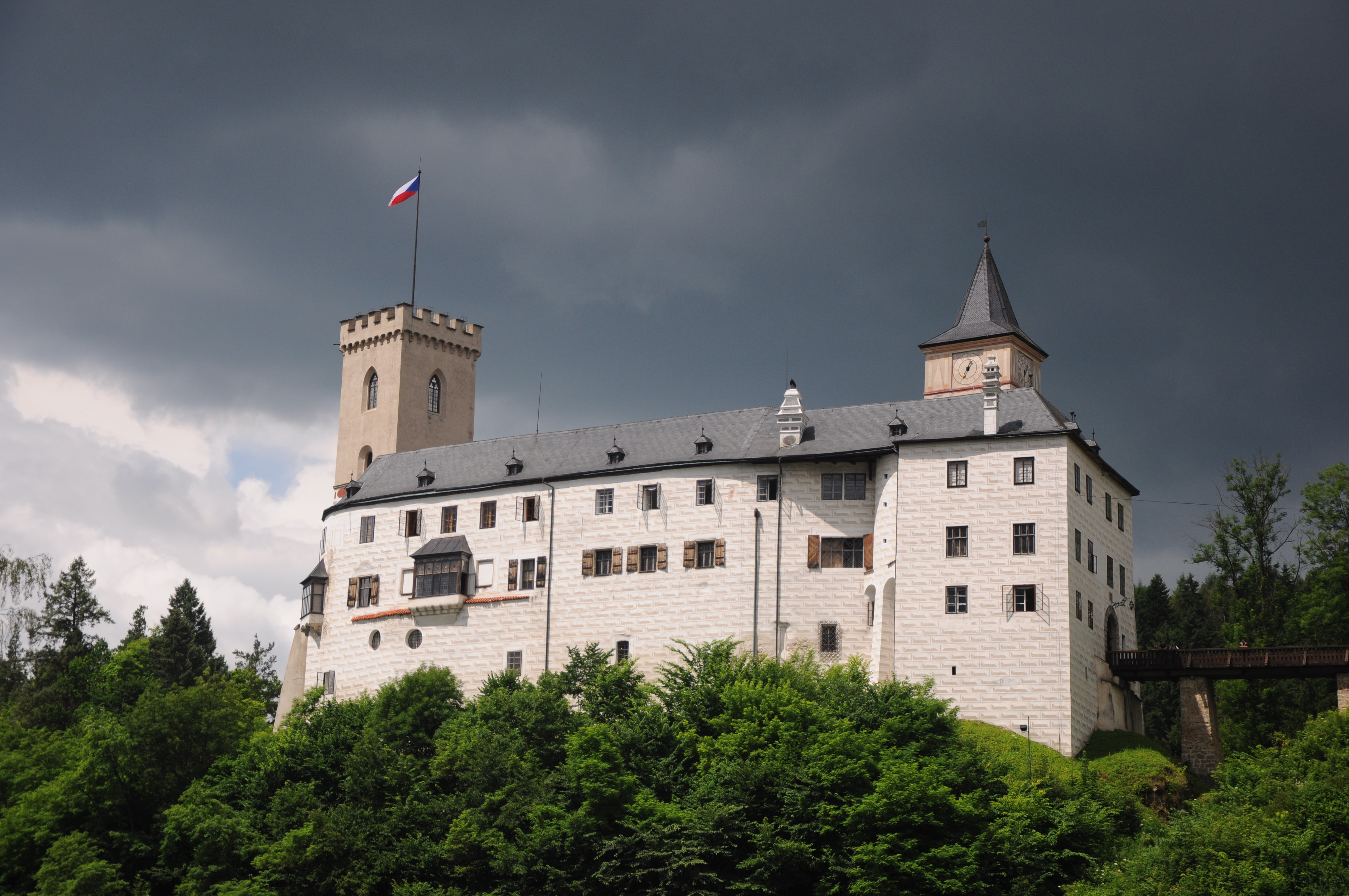
Hrad Rožmberk nad Vltavou

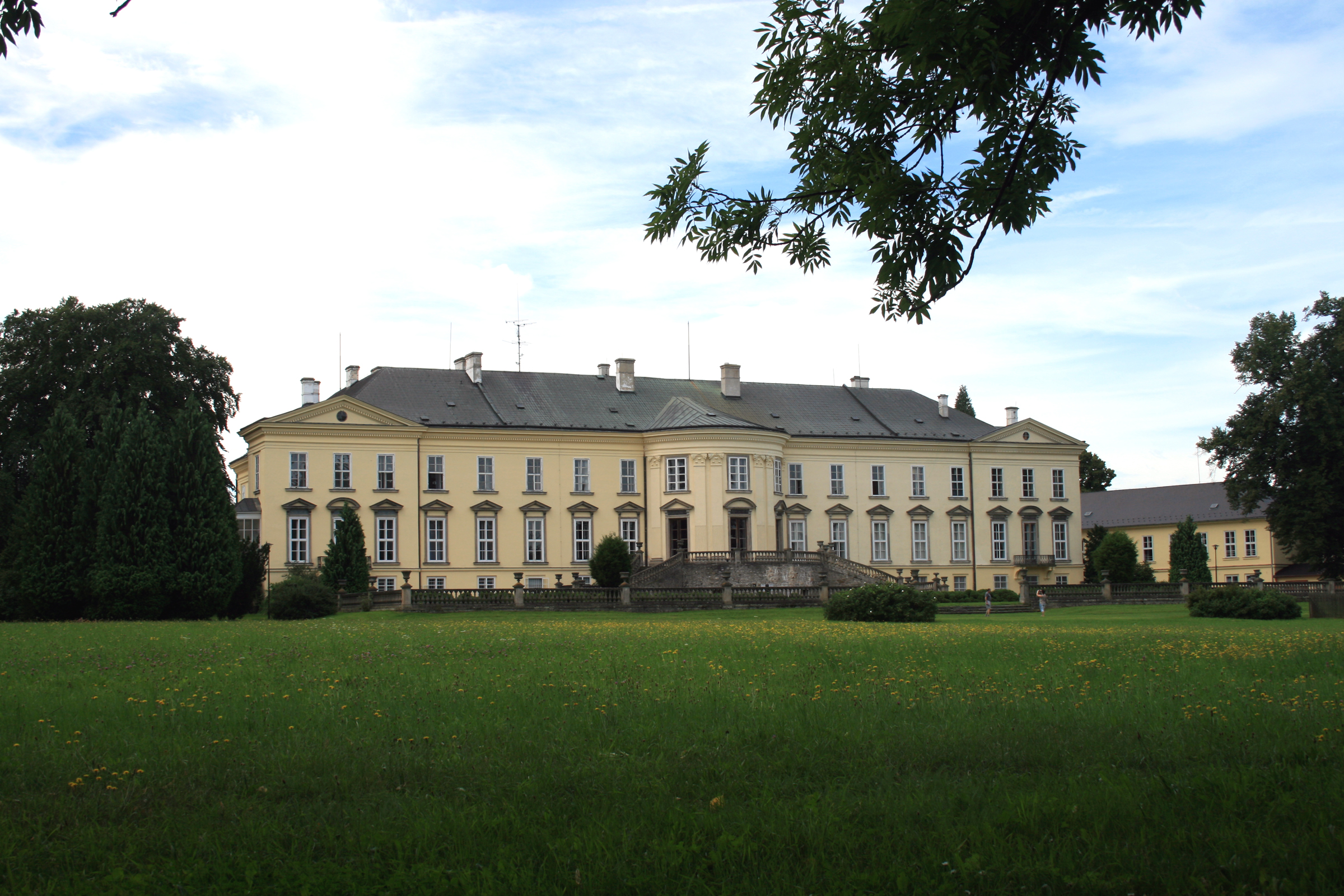
Novohradský zámek

Narodil se jako syn hraběte Leopolda Alberta Buquoye (11. prosince 1744, Nové Hrady – 18. července 1795, Nové Hrady) a Adélaïdy Jeanne de Preud'homme d'Hailly (11. října 1757 – 1830), úplným jménem Jiří František August z Longueval, hrabě z Buquoy, baron z Vaux (Georg Franz August de Longueval, Graf von Buquoy, Baron von Vaux). Jeho bratr byl malíř Ludvík Arnošt.
V Praze studoval matematiku, fyziku a chemii, cestoval po Evropě a navštívil Francii, Švýcarsko, Itálii a v Čechách se věnoval správě rodového majetku. Byl také zaměstnavatelem i mecenášem hudebního skladatele Václava Jana Tomáška, jemuž i zaplatil oční operaci.

## Podnikatelská činnost
Zabýval se moderními technickými metodami. V letech 1811–1818 nechal například vyrobit pro své panství dva dřevěné parní stroje. Vlastnil sklárny, pro které vyvinul neprůhledné hyalitové sklo v barvě černé (1817) a červené (1819). V roce 1838 založil přírodní rezervace Žofínský (28. srpna) a Hojnovodský prales (30. srpna), první v Čechách.
Zabýval se také vydáváním knih o matematice, národohospodářské a filozofické.
Dokončil přestavbu zámku Rožmberk a výstavbu empírového zámku na Nových Hradech.

## Vědecké práce
Jeho hlavní matematickou prací je „Analytische Bestimmung des Gesetzes der virtuellen Geschwindigkeiten in mechanischer und statistischer Hinsicht“ (Lipsko 1812) , zabýval se praktickou mechanikou: na svém panství Červený hrádek dal už v letech 1811–1814 podle vlastních návrhů zbudovat a používat – v Čechách vůbec poprvé – dva dřevěné parní stroje. Stavěl sklárny a zasazoval se o technický pokrok. Na Novohradsku proslul svými výzkumy v oblasti sklářství: zmodernizoval výrobu křišťálového skla, vynalezl a vyráběl ve vlastních svých sklárnách černé hyalitové sklo, podobné obsidiánu, jehož tajemství dodnes zaměstnává znalce. Červená hyalitová skla produkovaly v té době i sklárny hraběte Harracha. Jednalo se o druh tehdy módního silnostěnného skla broušeného do jednoduchých tvarů a používaného ve formě sklenic, mís, váz apod. Buquoyské sklárny také vyráběly vrstvená opakní skla kalená kostní moučkou a vybrušovaná přes vrstvení, takže hotové užitné sklo vypadalo jako polodrahokam. Tato móda těžkých skel končí před rokem 1850 a pak i buquoyské sklářství upadá až ke svému zániku ve 2. polovině 19. století.

## Literární činnost
Hrabě Jiří František se věnoval i ekonomické teorii v četných pracích (nejvýznamnější z nich je "Die Theorie des Nationalwirthschaft", Lipsko, 1815), homeopatii, přírodní filosofii ("Skizzen zu einem Gesetzbuche der Natur", Lipsko, 1817) a poezii.

## Politická činnost
Jako zemský vlastenec se stavěl proti vídeňskému centralismu a za revoluce 1848 se ocitl v řadách Národního výboru vedle Palackého a Riegra, Deyma a Eberta. V karlovarském týdeníku Wochenblätter für Freiheit und Gesetz se tehdy (29. června 1848) dokonce objevila zpráva, že cílem povstání je prý samostatné České království s Buquoyem jako panovníkem. Byl ovšem stoupencem zemského, nikoliv jazykového (etnického) vlastenectví.
V roce 1848 byl z Prahy dočasně vyhoštěn.

## Závěr života a smrt
Hrabě Jiří František z Buquoy zemřel 19. dubna 1851 ve svém pražském paláci Velkopřevorském náměstí (dnešní francouzské velvyslanectví) na Malé Straně.

## Majetek
Jiří František zdědil po svém strýci Janu Nepomukovi v roce 1803 buquoyské statky v jižních Čechách zahrnující rozsáhlá panství Nové Hrady a Rožmberk. Krátce předtím došlo v roce 1801 k prodeji Libějovic, které za více než milión zlatých koupil kníže Josef Schwarzenberg. Buquoyové tím vyřešili tísnivou finanční situaci, která je provázela prakticky od počátku 18. století. Jiří František tak přebíral dědictví v poměrně stabilizovaných hospodářských poměrech a s nově vystavěným zámkem v Nových Hradech. Novohradský zámek byl úplně dokončen v roce 1810, Jiří František se v něm ale usadil již po svatbě v roce 1806. Kromě dostavby zámku (doplněného v roce 1846 o divadelní sál) věnoval Jiří František péči o zámecký park, navázal také na svého předchůdce v budování přírodního parku Terčino údolí. Panství Nové Hrady a Rožmberk s řadou připojených menších statků měly rozlohu přes 18.000 hektarů půdy.
K významnému rozšíření rodového majetku přispěl Jiří František svým sňatkem s hraběnkou Gabrielou Rottenhanovou (1784–1863), dědičkou panství Červený hrádek u Chomutova a Jemniště ve středních Čechách. Panství Jemniště s 24 vesnicemi bylo prodáno v roce 1836 Windischgrätzům. V Červeném Hrádku Gabriela ve spolupráci s manželem úspěšně pokračovala v podnikatelských aktivitách svého otce Jindřicha Rottenhana. Vysoké výnosy umožnily později nákupy dalších velkostatků. V roce 1833 koupila Gabriela Buquoyová od svého zetě Bedřicha Deyma panství Lojovice u Prahy, které však prodala již o rok později Nosticům. Trvalejším přínosem do buquoyského majetku se stal zisk panství Přísečnice (1832) a Horní Hrad (1839). Na zámku Horní Hrad zahájila v roce 1840 novogotickou přestavbu, která trvala deset let. Kromě vlastního podnikání manželé Buquoyovi z vlastních zdrojů financovali řadu veřejně prospěšných projektů, hraběnka Gabriela proslula také aktivitami v charitě.
V Praze rodina vlastnila Buquoyský palác na Malé Straně, který je dnes sídlem velvyslanectví Francouzské republiky v Česku.

## Rodina
V roce 1806 se ve Vídni oženil s hraběnkou Gabrielou Rottenhanovou (1784–1863), později c. k. palácovou dámou, dcerou českého nejvyššího purkrabího Jindřicha Rottenhana a dědičkou panství Červený Hrádek a Jemniště. Z jejich manželství se narodilo pět dětí.
- 1. Marie Terezie Isabela (20. září 1807, Nové Hrady – 20. prosince 1869, Dobříčany), manž. 1830 Vincenc svobodný pán Zessner von Spitzenberg (13. prosince 1799, Želeč – 19. prosince 1879, Praha), c. k. komoří, majitel velkostatku Dobříčany
- 2. Marie Gabriela Isabela (3. března 1809, Praha – 17. března 1841, Červený Hrádek)
- 3. Marie Anna Karolína (18. května 1811 – 15. května 1898), dáma Řádu hvězdového kříže, manž. 1829 Bedřich hrabě Deym ze Stříteže (3. května 1801 – 23. ledna 1853), c. k. komoří, rytmistr, poslanec Frankfurtského parlamentu, majitel velkostatků Nemyšl, Liblice a Lojovice
- 4. Marie Isabela (18. srpna 1812 – 6. června 1893), dáma Řádu hvězdového kříže manž. 1839 Jan Nepomuk hrabě z Trauttmansdorffu (2. května 1804 – 6. července 1846), c. k. komoří, krajský komisař v Brucku
- 5. Jiří Jan Jindřich (2. srpna 1814, Červený Hrádek – 2. září 1883, Baden-Baden), c. k. komoří, dědičný člen rakouské Panské sněmovny, majitel velkostatků Nové Hrady a Rožmberk, manž. 1847 Žofie Terezie princezna z Oettingen-Wallersteinu (1829–1897)